# Lycée Philippe Zinda Kaboré
Das Lycée Philippe Zinda Kaboré ist ein Gymnasium in Ouagadougou, der Hauptstadt des westafrikanischen Staates Burkina Faso.
Das größte Gymnasium des Landes mit etwa 6000 Schülern wurde 1953 gegründet und erhielt 1961 seinen heutigen Namen zu Ehren des Politikers Philippe Zinda Kaboré.
Der ivorische Politiker Alassane Ouattara erlangte im LPZK sein Abitur, Joseph Ki-Zerbo zählte zu den Lehrkräften.